# Saint-Biez-en-Belin
 Saint-Biez-en-Belin  es una población y comuna francesa, situada en la región de Países del Loira, departamento de Sarthe, en el distrito de Le Mans y cantón de Écommoy.

## Demografía
| 488 | 530 | 563 | 552 | 570 | 562 |
| Para los censos de 1962 a 1999 la población legal corresponde a la población sin duplicidades (Fuente: INSEE [Consultar]) |     |     |     |     |     |